# Справа Павліченків

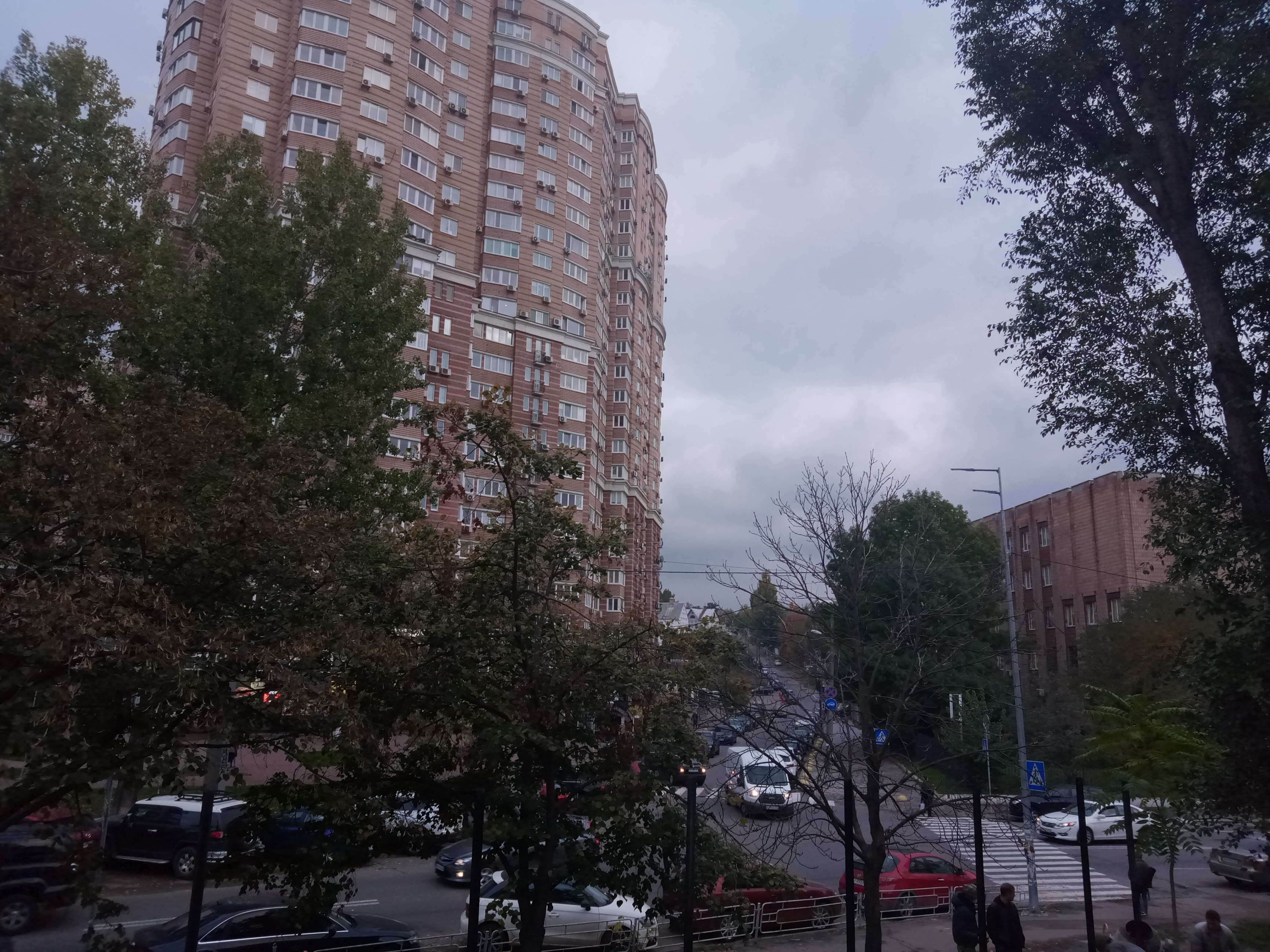
Ліворуч вул. Голосіївська, 13, один з корпусів елітного ЖК «Голосієво», у якому жив та був убитий суддя Зубков. Прямо вул. Олега Кошового. Праворуч вул. Голосіївська, 15, Голосіївське управління Національної поліції у м. Києві.

Справа про вбивство судді Зубкова або Справа Павліченків — справа за фактом вбивства 42-річного судді Шевченківського районного суду міста Києва Сергія Зубкова, яке сталося 21 березня 2011 року. Великого резонансу набула після затримання підозрюваних Дмитра Павліченка та його старшого сина Сергія. Думка про неправомірність рішення суду широко поширена серед різних ЗМІ, блогів та соцмереж.

## Обставини справи

### Вбивство судді Зубкова
21 березня 2011 року приблизно о 17.40-17.50 год., до свого будинку (вул. Голосіївська, 13 «„Роза Вітрів“») приїхав суддя Зубков та зайшов до під'їзду № 1.
Перебуваючи в кабіні пасажирського ліфту, злочинець, діючи за попередньою змовою групою осіб з другим злочинцем, разом із суддею піднявся на 7 поверх будинку, де на них вже чекав третій злочинець. Приблизно о 17.50 год., коли двері ліфта відчинились, злочинці завдали судді господарським шилом двох ударів у ліву ключичну ділянку та проєкцію грудини. Внаслідок отриманих тілесних ушкоджень суддя, втративши рівновагу, впав в приміщенні ліфтової кабіни і почав чинити активний фізичний опір. Далі злочинці завдали заздалегідь заготовленим ножем трьох ударів потерпілому в ділянку шиї з лівої сторони. Під час спричинення тілесних ушкоджень суддя продовжував чинити активний фізичний опір. Далі злочинці дістали пістолет, за допомогою якого зробили декілька прицільних пострілів в область тулуба потерпілого. Після цього злочинці перетягли тіло Зубкова спочатку на загальний балкон, а потім до площадки пожежного виходу з 7 поверху будинку.
В результаті вищевказаних дій потерпілому Зубкову заподіяно ряд тілесних ушкоджень, які відповідно до висновку судово-медичного експерта відносяться до тяжких та легких тілесних ушкоджень. Смерть судді настала на місці вчинення злочину внаслідок сукупності отриманих тяжких тілесних ушкоджень.

### Розслідування
Сліди пальців рук, вилучені з місця вбивства судді Сергія Зубкова, були ідентифіковані по картотеці як такі, що належать Дмитру Павліченку.
22 березня 2011 року в ЦГЗ МВС повідомили, що у справі по вбивству Сергія Зубкова розглядалися чотири версії: професійна діяльність судді, вбивство на ґрунті особистих неприязних відносин, боргові відносини і корисливий мотив. Водночас у тому ж повідомленні ЦГЗ сказано, що на причетність до злочину перевіряється вже киянин, який розмістив в інтернеті гнівного листа на адресу судді, який нібито незаконно виселив його з квартири. Невдовзі були затримані підозрювані у вбивстві Дмитро Павліченко та його син Сергій, яких, судячи з матеріалів справи, впізнали свідки вбивства.
Обвинувачені не визнали свою вину. Під час останнього судового засідання 14 лютого 2012 року жоден зі свідків їх не впізнав

## Версія обвинувачення

### Мотив
8 квітня 2010 року суддя Шевченківського районного суду м. Києва Зубков С. О. виніс рішення у цивільній справі № 2-323/2010 за позовом компанії з обмеженою відповідальністю «Гоойоорд Б. В.» про виселення з квартири Д. і С. Павліченків, а також ще однієї особи, та знесення прибудови на вулиці Богдана Хмельницького, 33/34.

### Дії
За словами звинувачення Сергій та Дмитро Павліченки спочатку вдарили суддю шилом і ножем, після чого дістали пістолет, за допомогою якого зробили декілька пострілів в область тулуба. Тіло судді підозрювані перетягли до площадки пожежного виходу. Дмитро з метою знищення слідів вбивства почав витирати підлогу біля кабін ліфту, де була кров потерпілого. Коли Павліченки втікали з місця злочину, їх побачили ліфтери, замах на життя одного з яких вчинив Дмитро, консьєрж під'їзду та декілька мешканців будинку.

## Судовий розгляд і вирок

### Хронологія
- 7 грудня 2011 — прокуратура міста Києва передала кримінальну справу до Голосіївського районного суду міста Києва.[9]
- 6 січня 2012 — початок судового процесу. Справа перебуває на контролі Генеральної Прокуратури України та Президента України. Наступні засідання призначені на 26 січня, 3 та 9 лютого.[10]
- 26 січня 2012 — суд почав розгляд справи по суті. Вперше зачитали обвинувальний висновок прокуратури. Адвокати стверджують, що у слідства відсутні речові докази, тому все у цій справі вирішать свідчення.[11]
- 5 червня 2012 — на черговому засіданні важливий свідок Олексій Наумець, попри те, що раніше впізнав підозрюваних, заявив, що Дмитро Павліченко не схожий на вбивцю судді Зубкова. За словами ЗМІ, на другому протоколі стоїть підпис не Олексія Наумця, а його брата. Також не підтвердили звинувачення інші чотири свідки у суді[12].

### Рішення суду
2 жовтня 2012 року Голосіївський районний суд міста Києва виніс вирок, яким Дмитро Павліченко був засуджений до довічного ув'язнення, а його старший син Сергій — до 13 років ув'язнення.

### Перегляд вироку
Повторна почеркознавча експертиза, проведена за рішенням Апеляційного суду, показала, що адреса убитого судді Зубкова, знайдена в квартирі сім'ї Павліченка, була написана Сергієм Павліченком.
1 серпня 2013 року Апеляційний суд міста Києва оголосив результативну частину ухвали, якою залишено в силі вирок Голосіївського райсуду столиці у частині кваліфікації дій Павліченків та міри призначеного їм покарання.
23 січня 2014 року Вищий спеціалізований суд України з розгляду цивільних і кримінальних справ залишив без задоволення касаційну скаргу адвокатів Дмитра та Сергія Павличенків і залишив у силі раніше прийняті рішення Голосіївського районного суду та Апеляційного суду.

## Протести

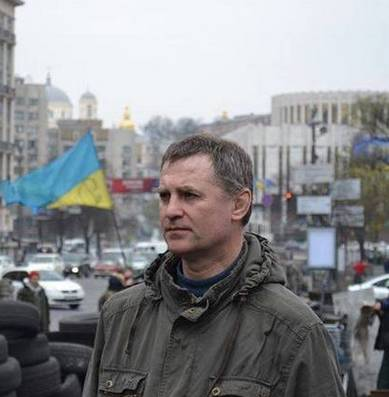
Дмитро Павліченко

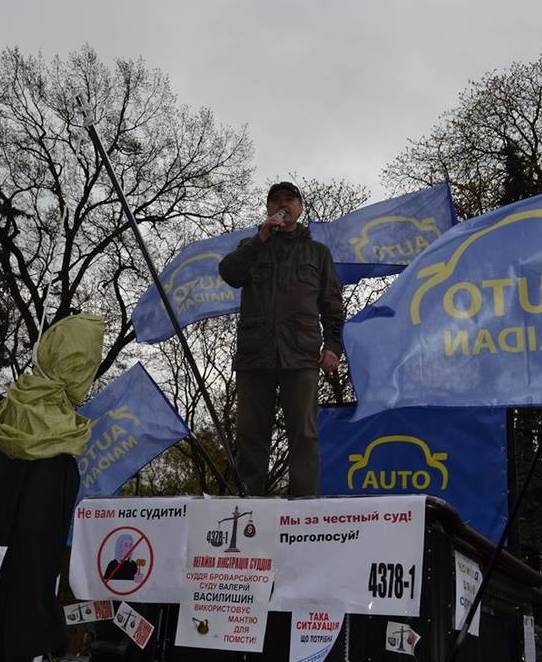
Дмитро Павліченко

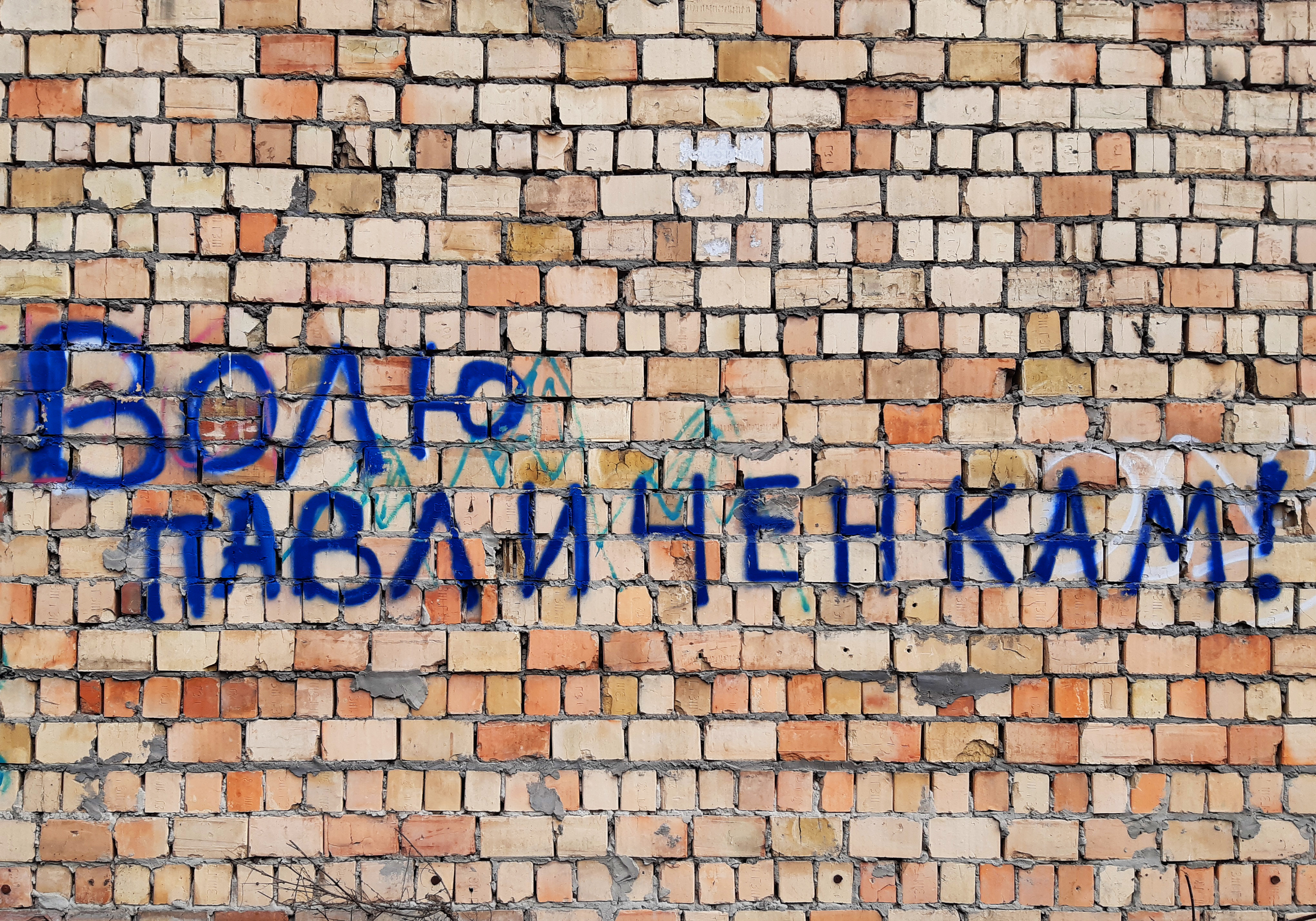
Справа Павліченків набула великого резонансу. Графіті, Київ

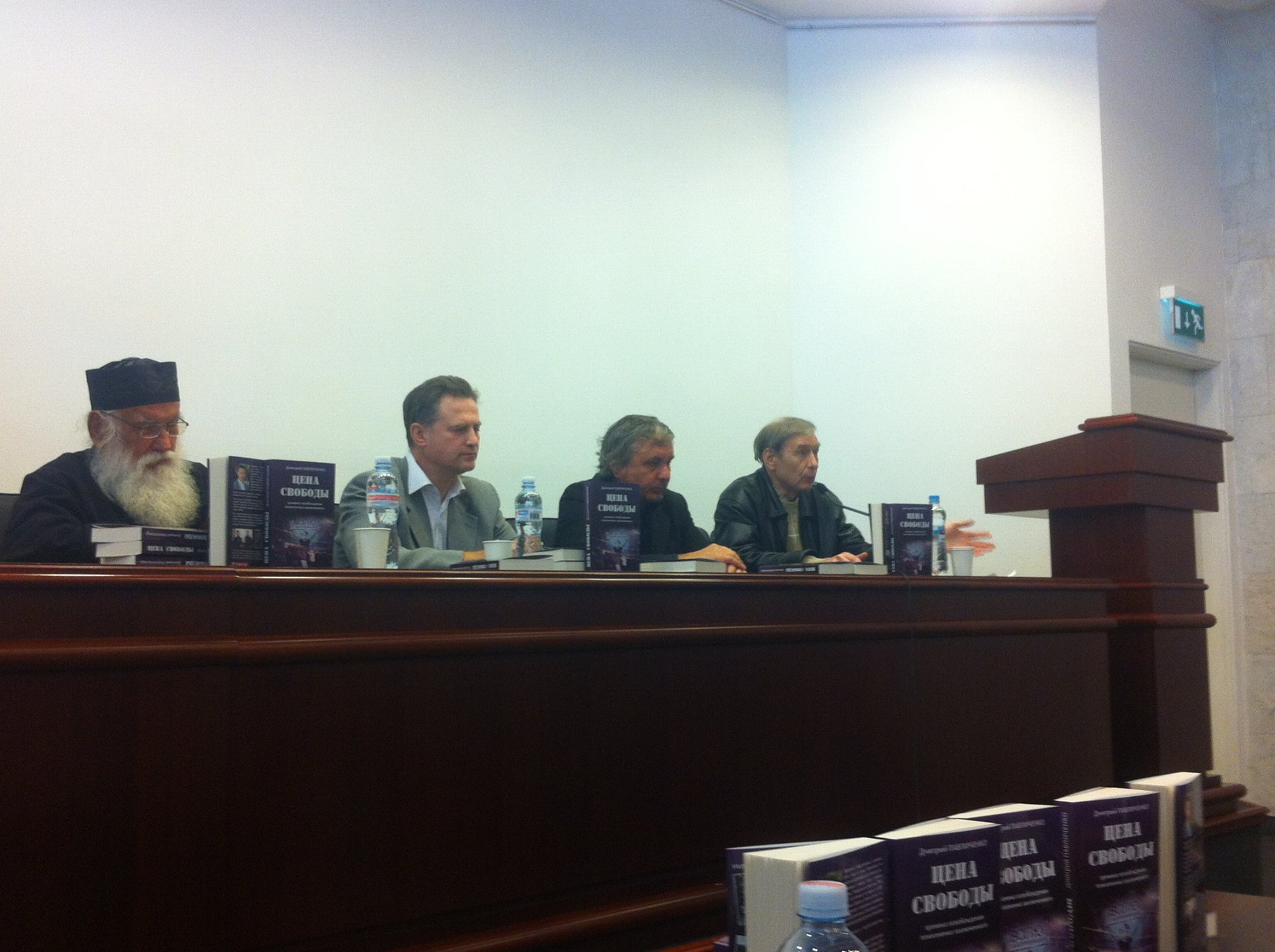
Презентація книги Дмитра Павліченка «Ціна свободи — хроніка звільнення довічно ув'язненого»

Друзі Павліченків і небайдужі активісти привертали увагу громадськості до цієї справи ще 2011 року, коли тривав судовий процес, але найбільших масштабів рух набув після оголошення обвинувального вироку 2 жовтня 2012 року. Тоді футбольні фани (молодший Павліченко вболіває за київське «Динамо») всієї України оголосили протест проти міліцейського свавілля та несправедливого (на їх думку) суду. Банери на підтримку сім'ї Павліченків з'явилися на стадіонах багатьох міст (Київ, Армянськ, Дніпропетровськ, Донецьк, Кіровоград, Краматорськ, Кривий Ріг, Луганськ, Луцьк, Львів, Маріуполь, Миколаїв, Москва, Одеса, Сімферополь, Суми, Ужгород, Харків, Хмельницький, Чернівці, Чернігів та інші), у деяких містах міліція намагалася зняти й забрати ці банери та плакати. У Хмельницькому міліція заборонила проносити банер на стадіон, тому вболівальники вивісили його на багатоповерховому будинку біля стадіону. Павліченків також підтримали деякі футболісти «Динамо» (Київ), зокрема захисник Тарас Михалик.
Представники руху «Автономний опір» і вболівальники «Динамо» Київ виступили під єдиним банером «Волю Павліченкам» під час маршу в Києві 14 жовтня 2012 року на честь 70-річчя створення УПА.
25 листопада 2012 року у Києві близько п'яти тисяч осіб вийшли на мітинг в підтримку сім'ї Павліченків. На думку мітингувальників, усі звинувачення в бік підсудних неправдиві, а рішення суду неправомірні.
Хвиля акцій протесту прокотилася Україною[джерело?] в січні 2013 року, перед розглядом апеляції (призначено на 14.01.2013 року):
- 24.12.2012 року — м. Рівне.
- 10.01.2013 року — м. Суми (близько 200 учасників). Акція проходила у формі маршу від кінотеатру «Дружба» до пам'ятника Шевченкові. Біля пам'ятника Кобзареві відбувся мітинг, де кожен охочий висловив свою підтримку сім'ї Павліченків. Закінчилася акція співанням Гімну України. Загалом марш пройшов у атмосфері боротьби.
- 11.01.2013 року — м. Дніпропетровськ (понад 1000 учасників). Захід відбувся мирно і завершився виконанням державного гімну на центральній площі міста.
- 11.01.2013 року — м. Згурівка.
- 12.01.2013 року — м. Чернівці.
- 12.01.2013 року — м. Чернігів (близько 250 осіб).
- 12.01.2013 року — м. Трускавець.
- 12.01.2013 року — м. Умань Черкаської області.
- 12.01.2013 року — м. Єнакієве Донецької області.
- 13.01.2013 року — м. Запоріжжя.
- 13.01.2013 року — м. Одеса.
- 13.01.2013 року — м. Бровари Київської області. Захід зібрав близько 150 — 200 осіб, у тому числі киян.[20] Після завершення акції на київських активістів, що повертались додому, здійснено напад з боку вболівальників команди Арсенал (м. Київ). Серед постраждалих є дівчина.
- 14.01.2013 року — Київ.
- 06.06.2013 року — м. Павлоград (Дніпропетровська обл.). Захід зібрав близько 100 осіб.

Рада суддів сприймала ці акції як тиск на суд: «Проведення масових акцій з метою схилити суд до ухвалення бажаного судового рішення є нічим іншим як спробою тиску на суд і втручанням у діяльність зі здійснення правосуддя, що неприпустимо у демократичному суспільстві. Відповідно до ст. 126 Конституції України, вплив на суддів у будь-який спосіб забороняється».
Голова Голосіївського районного суду Києва (в якому виносився вирок) Олена Первушина вважає, що політики активно піарилися на цій гучній судовій справі, підміняючи функцію судочинства акціями протесту:
|  | Хто виходить на вулиці для участі в подібних акціях? Який рівень освіченості вказаних осіб? Де вони працюють? Звідки в цих людей кошти для існування та гроші на проїзд до місць проведення мітингів? Хто є організатором таких акцій та хто їх оплачує? На підставі чого їх учасники вирішили, що Павличенки невинуваті? Хто навіяв їм цю думку? Чи знайомилися вони з матеріалами справи? На підставі чого політики доходять висновку про відсутність доказів невинуватості осіб, засуджених за скоєння особливо тяжких злочинів? По якому праву публічні люди з космічною дурістю речуть з екранів ТБ, зі сторінок ЗМІ про ті речі, в яких абсолютно не розбираються? — Олена Первушина |

## Звільнення як політв'язнів
24 лютого 2014 року Верховна Рада України звільнила Дмитра та Сергія Павліченків, оголосивши політв'язнями.
|                                                                          | «Ультраси» пробували штурмувати парламент і давали депутатам годину на те, щоб Павліченків звільнили. Парубій домовився, щоб «ультраси» почекали, і пішов вирішувати в залу. |
| — Рада звільнила Павліченків як політв'язнів / УП, 24 лютого 2014, 18:10 | |

На цьому ж наголошує і видання «Champion.com.ua»
Того ж дня, після 21:00 год з'явилися повідомлення, що Д. і С. Павліченки вийшли на волю.
Оскільки попередня постанова була «юридично неправильно оформлена», було прийнято закон про внесення змін до Закону України «Про застосування амністії в Україні» щодо повної реабілітації політичних в'язнів, який вводить поняття індивідуальної амністії і застосовує її до 42 засуджених, у тому числі Павличенків.
Поспішне звільнення без суду Павличенків викликало обурення окремих громадсько-політичних діячів та журналістів.
У подальшому Сергій Павліченко під час російсько-української війни служив у 78 десантно-штурмовому полку «Герць» ДШВ ЗСУ. 18 листопада 2023 року Сергій загинув на фронті біля села Вербове Запорізької області. 29 листопада 2023 року похований у Києві на Лук'янівському військовому кладовищі.